# Club Houdini
Club Houdini  è una sitcom spagnola, ideata da Rodrigo Sopeña.
La serie è andata in onda in Spagna dal 27 ottobre 2017 al 14 dicembre 2019 su Disney Channel. In Italia, le prime due stagioni sono andate in onda su Disney Channel dal 9 giugno 2018. L'ultima, invece, è stata pubblicata per intero il 29 giugno 2023 sulla piattaforma streaming Disney+. 

## Trama
Martina, Nacho, Tamara, Mateo e Andrés sono cinque amici che scoprono una casa abbandonata dove incontrano il grande escapista Harry Houdini, che darà loro gli indizi per trovare un tesoro. Solo usando il lavoro di squadra e la loro intelligenza riusciranno a decifrare i segreti che li porteranno al premio desiderato.

## Episodi
| Stagione         | Episodi | Prima TV originale | Prima TV Italia |
| ---------------- | ------- | ------------------ | --------------- |
| Prima stagione   | 11      | 2017               | 2018            |
| Seconda stagione | 11      | 2018               | 2019            |
| Terza stagione   | 11      | 2019               | 2023            |